# Campionato africano maschile di pallacanestro 1987
Il 14º Campionato Africano Maschile di Pallacanestro FIBA si è svolto dal 17 al 27 dicembre 1987 a Tunisi in Tunisia. Il torneo è stato vinto dalla Rep. Centrafricana.
I Campionati africani maschili di pallacanestro sono una manifestazione biennale tra le squadre nazionali del continente, organizzata dalla FIBA Africa, all'epoca AFABA.

## Squadre partecipanti
| Gruppo A                            | Gruppo B                                                           |
| ----------------------------------- | ------------------------------------------------------------------ |
| - Angola - Mali - Nigeria - Tunisia | - Algeria - Costa d'Avorio - Egitto - Rep. Centrafricana - Senegal |

## Classifica finale
| Campione d'Africa | Campione d'Africa | Campione d'Africa                                                    |
| --- | ----------------- | -------------------------------------------------------------------- |
| Rep. Centrafricana Bella, Gombe, A. Goporo, F. Goporo, Kongaouin, Kotta, Lavodrama, M'Bongo, Naoueyama, Ouagon, Pehoua-Pelema, Oumarou, All. Marcel Bimale |                   |                                                                      |
| Argento | Egitto            | Template:Egitto di pallacanestro ai campionati africani 1987         |
| Bronzo | Angola            | Template:Angola di pallacanestro ai campionati africani 1987         |
| 4. | Mali              | Template:Mali di pallacanestro ai campionati africani 1987           |
| 5. | Tunisia           | Template:Tunisia di pallacanestro ai campionati africani 1987        |
| 6. | Senegal           | Template:Senegal di pallacanestro ai campionati africani 1987        |
| 7. | Costa d'Avorio    | Template:Costa d'Avorio di pallacanestro ai campionati africani 1987 |
| 8. | Nigeria           | Template:Nigeria di pallacanestro ai campionati africani 1987        |
| 9. | Algeria           | Template:Algeria di pallacanestro ai campionati africani 1987        |